# Feritno jeklo
Feritno jeklo je ena izmed petih družin nerjavnih jekel, ostale štiri družine so martenzitna, avstenitna, dupleksna nerjavna in izločevalno-utrjena jekla, ki vsebuje ferit. Feritna jekla se v primerjavi z avstenitnimi jekli manj kalijo pri hladni obdelavi, so slabše varljiva in se jih ne sme uporabljati pri kriogenih temperaturah. Feritna jekla se pri plastičnem preoblikovanju manj utrjujejo kot avstenitna. Lastnosti feritnih jekel lahko spreminjamo s hladno deformacijo in rekristalizacijskim žarjenjem. Številna nerjavna jekla serije AISI-400 spadajo med feritna jekla, npr. 430 pa imajo odlično korozijsko in termično odpornost.
Če legirni elementi ne tvorijo karbidov, se feritna jekla nagibajo k tvorjenju grobih zrn. Po določeni vsebnosti legirnih elementov, kot so silicij, krom, molibden, volfram, aluminij in fosfor, se avstenitna zrna v zlitini ne pojavljajo več niti pri višjih temperaturah. Da bi zlitine na osnovi Fe lahko šteli za nerjavno jeklo, morajo vsebovati vsaj 10,5 % Cr. Fazni diagram železa in kroma kaže, da se do vsebnosti približno 13 % Cr jeklo pri ohlajanju iz tekoče faze zaporedoma preoblikuje iz ferita (faza α) v avstenit (faza γ) in nazaj v ferit. V prisotnosti ogljika in hitrega kaljenja se nekaj avstenita pretvori v martenzit. S kaljenjem ali žarjenjem se martenzitna struktura spremeni v ferit in karbide. Nad vsebnostjo približno 17 % Cr ima jeklo pri vseh temperaturah feritno strukturo. Pri več kot 25 % Cr lahko δ-faza traja razmeroma dolgo časa in povzroči krhkost zlitine pri sobni temperaturi. 
Feritna jekla se uporabljajo predvsem v gospodinjskih aparatih, sončnih celicah in kovancih.